# Јосеф Гочар
Јосеф Гочар (чеш. Josef Gočár; Семин, 13. март 1880 — Јичин, 10. септембар 1945), био је чешки архитекта и урбаниста и важио је за протагонисту у савременој чешкој архитектури и урбанизму 20. века, не само као архитекта већ и као професор на Академији ликовне уметности у Прагу.

## Биографски подаци
Родио се у породици пиварских радника. Године 1891. породица се преселила у Бохдач. Од 1892. године студира ниже релације у Пардубицама а 1903. године уписује студије на Уметничкој школи у Прагу. Гочар је студирао између осталог и код Јана Коћере у Прагу и сматра се да је његов ђак. Од 1905. године почиње са првим пројектима у Храдцу Кралове. После рада у атељеу Јана Коћере и осамостаљења постаје члан Удружења архитеката и 1909—1910. реализује веће пројекте.

## Карактеристике дела
Његова дела су у почетку била у стилу кубизма, пре него се определио за специјални правац у архитектури чешке- рондокубизам. Крајем двадесетих година добила су његова дела функционалистичке форме. Нарочито је учествовао и допринео у урбанистичком и архитектонском решењу града Храдца Кралове.
Гочар се истакао не само у архитектури и урбанизму већ је радио и на Академији ликовне уметности у Прагу прво као професор после смрти Јана Котеру а од 1928. године је био декан ове академије.

## Чешка архитектура у Београду
Почетком 1925. године у Београду је приређена изложба уметничког удружења »Манес« из Прага, чији су чланови били: Јозеф Гочар, Павел Јанак, Јозеф Калоус, Ладислав Махоњ и Отакар Новотни. Тада су по први пут у Београду излагана архитектонска дела која не припадају академском еклектичком стилу, већ новим тенденцијама модерне архитектуре, а београдска стручна јавност имала је прилику да се упозна са новим токовима развоја у чешкој архитектури. Ова изложба је начинила значајан утицај на скретање пажње српске архитектонске јавности према новим догађањима у архитектури који су се у то време дешавали изван Србије.

## Дела
- Венкова робна кућа у Јаромјержу (1908—1911. године)
- Дом црне мајке божије у Прагу (1911—1912. године)
- Вила П. Бауера, Либодрице код Колина (1912—1913. године.)

## Галерија
- Водоторањ у Бохданчу
- Црква св. Вацлава у Прагу на Вршовицама
- Hradec Králové - Тилова гимназија у Храдец Кралове
- Бањски павиљон у Бохданчу